# التأثيرات الصحية الناجمة عن الضوضاء

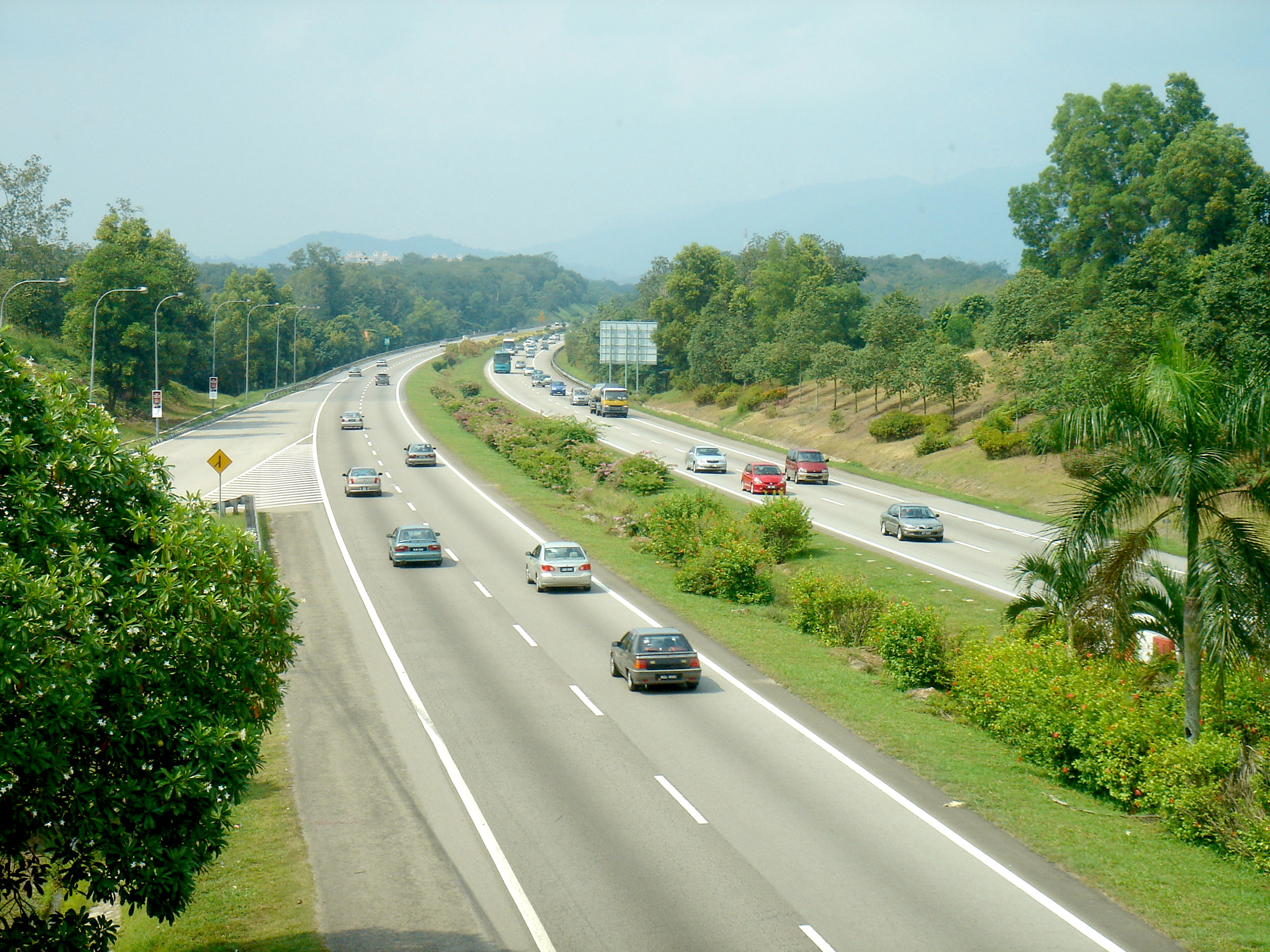
ضجيج الطرقات هو مصدر أساسي من مصادر التعرض للضوضاء

التأثيرات الصحية الناجمة عن الضوضاء هي عبارة عن ما تجرّه المستويات المرتفعة من الأصوات على الصحة من تبعات. فيمكن مثلاً للضجة في مكان العمل وغير من الضجيج التسبب بضعف السمع، ارتفاع ضغط الدم، نقص ضخ الدم للقلب، النكد، قذف مبكر، تحركات معوية، اضطراب النوم، الموت، وانخفاض في الآداء الجنسي. كما وترتبط التغيرات في الجهاز المناعي وعيوب الولادة بالتعرض للضوضاء، إلا أنّ الدليل على ذلك محدود. وعلى الرغم من أنّ بعض ضعف السمع الناجم عن التقدم في العمر قد يحدث بشكل طبيعي خلال مراحل التقدم في العمر ، إلا أنّ التأثير التراكمي للضوضاء يُعد عنصراً أساسياً لإضعاف السمع لدى نسبة كبيرة من سكان الدول المتطورة خلال فترات الحياة. وقد عُرف عن التعرض للضوضاء أيضاً أنه يحثّ طنين الأذن، ارتفاع ضغط الدم،تضيّق شرايين الدم، وتأثيرات قلبية وعائية أخرى. وراء هذه التأثيرات، مستويات الضجيج المرتفعة يمكن أن تتسبب بالضغط، وبزيادة معدلات حوادث العمل، وبتحفيز العدائية والسلوكيات غير الاجتماعية الأخرى.
المسببات الأكثر أهمية للضوضاء هي الحافلات، ضجيج وسائل النقل، التعرض طويل الأمد للموسيقى المرتفعة، والضجيج الصناعي. وتتسبب وسائل النقل بقرابة 80 % من الإزعاج الضوضائي في النرويج.
ضوضاء وسائل النقل وحدها تُلحق أضرار صحية بشخص واحد من ثلاثة في منطقة أوروبا وفق منظمة الصحة العالمية. ويتعرض شخص واحد من بين خمسة أوروبيين بانتظام إلى مستويات صوتية ليلية قد تسبب لهم أذى مهم.
الثمن الاجتماعي لضوضاء النقل في 22 دولة أوروبية هو أكثر من 40 مليار يورو سنوياً، وراكب السيارات والشاحنات مسؤول عن معظم هذه التكلفة.
الضوضاء هي أيضاً طريقة للتعامل مع النظامين البيئيين البحري  والأرضي.

## فقدان السمع
المقالة الرئيسية: الضوضاء تحثّ فقدان السمع
تظهر آلية فقدان السمع من الصدمة إلى الأهداب الجاسئة من قوقعة الأذن. يقوم السائل الرئيسي في الأذن بملأ الأذن الداخلية. تتعاون صوانة الأذن مع الأذن الوسطى على تقوية مستويات الضغط الصوتي بعشرين ضعفاً. بهذه الطريقة يصل أقصى حد من مستويات الضغط الصوتي إلى قوقعة الأذن حتى من وسط تنبيه صوتي معتدل. من علم الأمراض إلى قوقعة الأذن تتصنّف الأنواع المتفاعلة مع الأكسجين والتي تلعب دور هام في نخر واستماتة الأهداب الجاسئة.
التعرض لمستويات عالية من الضوضاء له تأثيرات مختلفة بين أفراد تجمع سكاني ما، وبتدخّل موضوع الأنواع المتفاعلة مع الأكسجين فإنّه يُفترض وجود طريقة محتملة لمعالجة أو الوقاية من ضرر كل من السمع والتراكيب الخلوية ذات العلاقة.
تتسبب المستويات المرتفعة من الصوت بحدوث الصدمة للتركيب القوقعي في الأذن الداخلية، الأمر الذي ينتج عنه فقدان السمع غير المسترد. يمكن للصوت المرتفع جداً في مدى ترددي معيّن أن يدمّر الخلايا الشعرية للقوقعة التي تقوم بالاستجابة لذلك المدى الترددي مقللة ًبذلك من قدرة الأذن على سماع تلك الترددات في المستقبل. على أية حال، للضجة المرتفعة عبر أي مدىً ترددي تأثيرات مؤذية خلال المدى الكلي للسمع البشري.فالأذن الخارجية (الجزء المرئي من الأذن البشرية) وبالتعاون مع الأذن الوسطى تكونان قد ضاعفتا مستويات الصوت عشرين ضعفاً عندمايكون قد وصل إلى الأذن الداخلية.

### فقدان السمع المرتبط بالعمر
باستطاعتنا القول أنّ ضعف أو فقدان السمع هو أمرٌ حتميٌ مع التقدم في العمر.وبرغم أنّ الذكور الأكبر سناً المعرضون لضجة صناعية كبيرة يظهرون حساسية سمعية منقوصة بشكل واضح مقارنة بنظرائهم غير المعرضين، إلا أنّ الاختلافات في حساسية السمع تقل في المجموعتين مع الزمن بحيث لا يمكن التمييز بينهما بحلول عمر التاسعة والسبعين. أما النساء المعرضات للضجة الصناعية فلا يختلفن عن نظيراتهن غير المعرضات فيما يتعلق بحساسية سمعهن.وذلك برغم أنهن يظهرن قدرات سمعية أفضل من نظرائهن الرجال غير المعرضين لتلك الضجة.
وأما الشباب في الولايات المتحدة فلديهم - نظراً للموسيقى المرتفعة وبيئة الضجيج عموماً - معدل ضعف سمع أكبر بمرتين ونصف من آبائهم وأجدادهم، وذلك بما يُقدّر بـ 50 مليون فرد سيتم تشخيص ضعف السمع لديهم بحلول عام 2050.
قام روسن أثناء عمله حول التأثيرات الصحية وفقدان السمع بالتوصل إلى إحدى نتائجه من خلال متابعة رجال قبيلة المابان في غانا، والذين تعرضوا بشكل جزئي للضجة الصناعية. وقد تمت مقارنة أفراد هذه القبيلة بشكلٍ ممنهج من خلال دراسات التعرض بتجمع أمريكي نموذجي. حيث أثبتت النتائج أنّ التقدم في العمر هو تقريباً سبب غير جوهري لفقدان السمع الذي هو - عوضاً عن ذلك - مرتبط بالتعرض المزمن المعتدل لمستويات عالية من الضوضاء البيئية.

## التأثيرات القلبـ وعائية
لقد تم ربط الضوضاء بمشاكل صحية قلبـ وعائية مهمة. في عام 1999، استنتجت منظمة الصحة العالمية أنّ الدليل المتوافر يُظهر ارتباط ضعيف مُفترض فيما بين التعرض طويل الأمد للضوضاء (أعلى من 67 إلى 70 دي بي آى) وارتفاع ضغط الدم. وافترضت دراسات أكثر حداثة أنّ مستويات ضجيج تساوي 50 دي بي آى في الليل قد تزيد أيضاً من خطورة الإصابة باحتشاء عضلة القلب من خلال الارتفاع المزمن لإنتاج الكورتيزول.
تُعد مستويات ضجيج الطرقات النموذجية المعتدلة فعالة لتقليص تدفق الدم الشرياني ومن ثم الإصابة بارتفاع ضغط الدم. وفي هذه الحالة، يبدو أنّ نسبة معينة من السكان هي أكثر عرضة للتضيق الشرياني. قد يحدث ذلك بسبب أنّ الإزعاج الناتج عن الصوت يتسبب بمستويات أدرينالين مرتفعة تقوم بحثّ تضيّق أوعية الدم (التضيق الشرياني)، أو قد يحدث ذلك بشكل مستقل من خلال تفاعلات الإجهاد الطبي.
تأثيرات أخرى لمستويات الضجة المرتفعة تتمثل في ازدياد وتيرة صداع الرأس، الإعياء، قرحات المعدة، والدوار.
ألفت وكالة حماية البيئة الأمريكية كتيباً في العام 1978 يفترض وجود رابطاً ما بين انخفاض وزن المواليد الجدد " مستخدماً تعريف منظمة الصحة العالمية لذلك الانخفاض والذي يساوي أقل من 2500 غم أي ما يعادل 5.5 باونداً) ومستويات الصوت المرتفعة. بالإضافة إلى رابط آخر ما بين المعدلات العالية غير الطبيعية لعيوب الولادة، حيث تكون الأمهات المنتظرات مواليدهن معرضات لمستويات صوت عالية، كما في الضواحي النموذجية للمطارات. وتضم تشوهات الولادة الخلقية: فلح الشفة والحنك، الشفة الأرنبية، تشوهات العمود الفقري.
وتبعاً لما يقوله ليستر سونتاج من معهد ابحاث فيلس، (كما قد قيل في نفس دراسة وكالة حماية البيئة الأمريكية):«يوجد دليل كافٍ على أنّ البيئة تلعب دوراً في تشكيل بنية جسم وسلوك ووظيفة الحيوانات بما فيها الإنسان منذ لحظة الإخصاب وليس فقط منذ لحظة الولادة.فالجنين يكون قادراً على تلقي الأصوات والاستجابة لها بنشاط حركي وتغير في نبض القلب».و اُعتبر التعرض للضوضاء سيئاً للغاية بشكل ٍ خاص عندما يحدث في الفترة ما بين 15 إلى 60 يوماً بعد الإخصاب، حيث تكون الأعضاء الداخلية الرئيسية، و الجهاز العصبي المركزي قد تشكلت. التأثيرات التطورية اللاحقة التي تحدث كالتضيق الشرياني لدى الأم تقلل من تدفق الدم وبالتالي الأكسجين والتغذية إلى الجنين. ترتبط أوزان المواليد المنخفضة والضوضاء أيضاً بمستويات متدنية من هرمونات معينة لدى الأم، حيث يُعتقد أنّ هذه الهرمونات تؤثر على نمو الجنين وتُعد مؤشراً جيداً على إنتاج البروتين. فالفرق بين مستويات الهرمونات لدى الأمهات الحوامل المعرضات للضوضاء وتلك غير المعرضات يتزايد باقتراب موعد الولادة.
وفي دراسات أكثر حداثة، نوّه باستشر فيرميير وباستشر (2000)، أثناء مراجعة دراسات حديثة حول الوزن عند الولادة والتعرض للضوضاء، إلى أنّه: بينما تقترح بعض الدراسات القديمة أنه عندما تتعرض النساء إلى أكثر من 65 دي بي من ضجة وسائط النقل، فإنّ انخفاضاً بسيطاً يحدث للأوزان عند الولادة، إلا أنّ دراسة أكثر حداثة لـ 200 امرأة تايوانية، شملت قياسات شدة الضوضاء للأفراد المعرضين لها، أظهرت عدم وجود علاقة ذات أهمية بين التعرض للضوضاء والوزن عند الولادة، وذلك بعد ضبط المتغيرات الخارجية ذات العلاقة مثل الطبقة الاجتماعية، وزن الأم المكتسب أثناء الحمل... الخ.

## الضغط
يكشف البحث الذي كُلّفت به شركة روكوول، وهي شركة عزل صوتي مُصنّعة بريطانية، أنّ ثلث ضحايا الاضطرابات المحلية في المملكة المتحدة يدّعون أن مصادر ضجيج ٍ مرتفع ٍكانت تحرمهم من النوم أو عرضتهم للضغوطات خلال العامين المنصرمين. ويدعي ما يقارب عُشر هؤلاء  أنّ هذه المصادر قد تركتهم باستمرار في حالة من الاضطراب والضغط. ويدعي أكثر من 1,8 مليون من السكان أنّ إزعاج الجيران قد حول حياتهم إلى حالة من التعاسة وأنهم لا يستطيعون الهناء بعيشهم في بيوتهم م جراء هذا الأمر. ويمكن لتأثير الضوضاء على الصحة أن يشكّل مشكلة خطرة على امتداد المملكة المتحدة منتجةً أكثر من 17,5 مليون بريطاني (38 %) تحت تأثير الاضطراب بسبب إزعاج القاطنين في المُلكيات المجاورة على مدى العامين المنصرمين، حيث يحدث هذا الأمر بشكل ٍمنتظم ٍ مع حوالي 7% من البريطانيين.
لقد تعززت تداعيات مشكلة التلوث الضوضائي على الصحة العامة من خلال إحصاءات أوردها روكوول من من استجابات السلطة المحلية لتشريع حرية المعلومات. حيث يكشف هذا البحث أنه في الفترة ما بين أبريل 2008 -2009 تلقت المجالس البريطانية 315,838 شكوى حول التلوث الضوضائي من سكنات خاصة. وقد تبدت نتيجة هذا الأمر في تقديم موظفي الصحة العامة على امتداد المملكة المتحدة لـ 8,069 ملاحظة لتخفيف الضوضاء أو اقتباسات من نصوص تشريع السلوك غير الاجتماعي (اسكوتلندا). وفي الإثنا عشر شهراً الأخيرة تم تفويض مصادرة 524 أداة متضمنة مكبرات صوت قوية ومسجّلات وشاشات تلفزة.
أما مجلس مدينة ويستمنستر  فقد تلقى عدد شكاوى لكل مواطن واحد من السكان يفوق ما تلقته أية مقاطعة في المملكة المتحدة، وذلك بعدد شكاوى يساوي 9,814 شكوى حول الضوضاء، وهو ما يعادل 42,32 شكوى لكل ألف مقيم.وتوجد 8 من الـ 10 مجالس الأولى في عدد الشكاوى في لندن.

## الإزعاج
بسبب اعتماد بعض التأثيرات الضاغطة للضوضاء على نوعيات الصوت أكثر من اعتمادها على قيمته المطلقة بالديسبل، فإنّ الإزعاج المرتبط به قد يحتاج إلى الأخذ بعين الاعتبار بالنظر إلى التأثيرات الصحية. على سبيل المثال، يتم تلقي الضوضاء الناجمة عن المطارات كمصدر ضجيج أكبر من ضجيج وسائل النقل المساوي له في قوة الصوت. ويؤثر العامل الديمغرافي بشكل محدود إلا أنّ الخوف من مصدر الضجيج والحساسية تجاه الضجيج كلاهما ينعكسان بقوة على درجة إزعاج الضوضاء. وحتى مستويات الصوت المنخفضة إلى حد 40 ديسبل (كقوة صوت الثلاجة أو المكتبة) ) يمكن أن تنتج شكاوى حول الإزعاج. وأما أقل عتبة ضجيج يمكن أن تؤدي إلى اضطراب نوم فهي 45 ديسبل أو أخفض.
عوامل أخرى تؤثر على مستوى ازعاج الضوضاء تتضمن: المعتقدات حول الوقاية من الضوضاء ومقدار أهمية مصدر الضجيج، والانزعاج من سبب (العوامل غير المرتبطة بالضجة) الضوضاء. على سبيل المثال: تُعتبر المكالمات التلفونية المسموعة والمحادثات التي تتم بين الزملاء في مكان العمل الواحد مثيرة للاستياء وذلك بناء ً على مضمونها. حيث يمكن للعديد من التفسيرات حول مستوى الإزعاج والعلاقة بين مستوى الضجيج والأعراض الصحية الناجمة أن تتأثر بالعلاقات الشخصية في مكان العمل، كما تتأثر أيضاً بمستوى الضغط الذي يُنتجه العمل ذاته. وترتاب الأدلة المتعلقة بالضجيج طويل الأمد مقابل الضجيج الآني حول التأثير على الإزعاج.
تعتمد تقديرات الإزعاج الصوتي، نموذجياً، على الفلاتر الوزنية، والتي تعتبر بعض التردات الصوتية أكثر أهمية من الأخرى اعتماداً على القدرة السماعية المفترضة لها في الأذن البشرية. ويستعمل الفلتر الوزني الديسبلي الأقدم الذي تم وصفه في الأعلى على نطاق ٍ واسع ٍفي الولايات المتحدة، إلا أن ذلك يقلل من تقديرات الترددات حول 6000 هيرتز وعند الترددات المنخفضة جداً. أما فلتر وزن الإزعاج الأحدث ITU-R 468 فيُستعمل على نطاق ٍ أوسع في أوروبا.يتباين توليد الصوت من بيئة لأخرى، على سبيل المثال، تنتقل الترددات المنخفضة عبر مسافاتٍ أطول. وذلك فإنّ اختلاف الفلاتر (دي بي بي) (دي بي سي) ربما هو أمر مطلوب لحالات خاصة.
عندما يتعرض الأطفال لتوبيخات كلامية على مستوى معين من الضجيج (مستوى الصوت الحقيقي الذي يتباين وفقاً لـ للمسافة ودرجة صخب صوت المتحدث) قد تتطور لديهم صعوبات في التكلم أوالقراءة، وذلك بسبب قيام وظائف العملية السمعية بالمعادلة. يتابع الأطفال تطوير قدرات الفهم الكلامي لديهم إلى حين يصلون إلى أعوام مراهقتهم، وقد أثبتت الدراسات أنهم حينما يتعلمون في صفوف أكثر ضجيجاً فإنهم يحتاجون إلى وقت عصيب أكبر لفهم الحديث من أقرانهم الذين يتعلمون في ظروف صفية أكثر هدوءاً. حيث أظهرت دراسة أجرتها جامعة كورنيل في العام 1993 أنّ الأطفال الذين تعرضوا للضجيج في بيئات تعلمهم قد واجهوا مشاكل في تمييز الكلمات كما واجهوا تأخيرات تطورية ادراكية متعددة. وضعف التعلم والكتابة المرضي، بشكل خاص، والمعروف بـ ديسغرافيا هو شائع الارتباط بالضغوطات البيئية في غرفة الصف.و قد عُرف عن تأثيرات مستويات الصوت المرتفعة على الأطفال الصغار أنها تؤدي إلى أضرار ٍ صحية ملموسة أيضاً.فالأطفال الذين يعيشون في إسكانات صاخبة يُظهرون معدل نبض قلب أعلى (بمعدل دقتين \ دقيقة) من أقرانهم في الإسكانات الأكثر هدوءاً.
أكثر من ذلك، أظهرت الدراسات أنّ ضجيج الأحياء المجاورة (المكون من ضجة الشقق المتجاورة، أو من الضجة الصادرة عن بيت أحدهم الخاص) يمكن أن يسبب حنقاً حقيقياً وضغطاً ناجماً عن الضجيج لدى الناس، نظراً إلى الوقت الكبير الذي يقضونه في مساكنهم.حيث يمكن لهذا الأمر أن يتسبب للسكان بالاكتئاب والاضطرابات النفسسية ، أمراض الشقيقة، وحتى الضغط العاطفي.
وفي مكان العمل، يشكل التلوث الضوضائي مشكلة عموماً عندما يتعدى مستوى الضجة 55 (dB(A. فقد أظهرت دراسات مختارة أن قرابة 35 إلى 40% من العاملين في المكاتب يجدون أنّ مستويات الضجيج من 55 إلى 60% (dB(A هي مستويات مثيرة جداً للحنق. وفي الواقع، معيار الضجيج الضاغط بالنسبة لآداء المهام الذهنية في ألمانيا هو 55 (dB(A. على كل حال، إذا كان مصدر الضجيج مستمراً، فإنّ عتبة احتمال مستويات الضجيج بين العاملين المكتبيين يصبح في الحقيقة أخفض من 55 dB A.
هنالك تأثير مهم للضوضاء يكمن في جعل كلام الأشخاص أقل سهولة للسماع. فالدماغ البشري يقوم بشكل تلقائي بتعويض إنتاج الكلام عند وجود خلفية من الضجيج، وذلك عبر عملية تسمى تأثير لومبارد، والتي يصبح الكلام من خلالها أكثر صخباً مع تميز أكثر للسلابيات فيه. إلا أنه ليس بمقدور ذلك التخلص بالكامل من مشاكل وضوح التواصل الموجودة في الضوضاء.

## تعليمات
تُحدد تعليمات الضوضاء البيئية في العادة حداً أعلى لمستوى الضوضاء الخارجية وذلك بـ 60 إلى 65 dB A، بينما توصي منظمات الأمان المهنية بحد أعلى للتعرض للضوضاء هو 40 ساعة أسبوعياً بحد 85 إلى 90 dB A. فلكل 3 dB A إضافية، يقل الحد الأعلى لوقت التعرض بعامل 2 على سبيل المثال: 20 ساعة عمل أسبوعية بواقع 88 dB A. في بعض الأحيان، يتم استخدام عامل الضرب بـ 2 لكل 5 dB A إضافية. على كل حال، هذه التعليمات المهنية مُعترف به في الأدبيات الصحية بصفتها غير كافية للحماية ضد فقدان السمع والتأثيرات الصحية الأخرى.
وفيما يتعلق بالتلوث الضوضائي الداخلي في السكنات، لم تضع EPA الأمريكية أية تقييدات متعلقة بمستوى الضجيج.بل قامت بإعداد قائمة بالمستويات الموصى بها لنموذج إدارة نظام الضوضاء المجتمعي والذي تمت طباعته في العام 1975. على سبيل المثال، مستوى الضجة الداخلي للسكنات الموصى به هو أقل أو مساوٍ لـ 45 dB.
لا تقوم الحكومة الفيدرالية، كطرف من الأطراف، في الولايات المتحدة بتمويل إدارة التلوث الضوضائي في السكنات بسبب عدم التوافق على وجود روابط عادية بين الأصوات والمخاطر الصحية، وذلك بسبب كون تأثير الضوضاء نفسيٌ بالدرجة الأولى ولأنه لا يترك أثراً ملموساً وحداً من الضرر على الجسم البشري.على سبيل المثال، من الممكن لفقدان السمع أن يكون مرتبطاً بعوامل عدة من بينها العمر، أكثر من الارتباط فقط بالتعرض الزائد عن الحد للضوضاء. على كل حال، بمقدور الدولة أو الحكومة المحلية تنظيم الضوضاء السكنية الداخلية (مثل ما تسببه الضوضاء الزائدة عن الحد في أحد المنازل من اضطراب للسكنات المجاورة).

## وصلات خارجية
- المجتمع السمعي الأمريكي
- الضوضاء والصحة. صحيفة عالمية مكرسة للأبحاث في كافة حقول الضوضاء وتأثيراتها على الصحة البشرية.
- منظمة الصحة العالمية: إرشادات حول الضجة المجتمعية.
- التأثيرات الصحية للضوضاء